# ズカキップ
ズカキップ（Zuqaqip）は、古代メソポタミア、キシュ第1王朝の王。

## 略歴
シュメール王名表によると、キシュ第1王朝（紀元前2900年頃から2700年頃）の9代目の王であり、900年統治したとされる。
ズカキップの名はサソリ（scorpion）を意味する。